# Тельч, Роберто
Робе́рто «Ове́ха» Тельч (исп. Roberto "Oveja" Telch; 6 ноября 1943, Сан-Висенте — 12 октября 2014, Буэнос-Айрес) — аргентинский футболист, полузащитник.

## Клубная карьера
Роберто Тельч начинал свою профессиональную футбольную карьеру в 1962 году в аргентинском клубе «Сан-Лоренсо». С «Сан-Лоренсо» Тельч четырежды побеждал в чемпионатах Аргентины в 1968—1974 годах.

## Международная карьера
Роберто Тельч попал в состав сборной Аргентины на Чемпионате мира 1974 года. Из 6-и матчей Аргентины на турнире Тельч появлялся на поле в пяти. Тельч выходил в стартовом составе Аргентины и проводил на поле все 90 минут в матчах первого группового этапа против сборных Италии и Гаити, в играх второго группового этапа с Нидерландами и ГДР. В первом матче Аргентины на турнире против Польши Тельч на 67-й минуте заменил защитника Анхеля Баргаса.

## Тренерская карьера
После завершения карьеры игрока Роберто Тельч работал тренером в различных клубах низших аргентинских лиг, включая и «Банфилд», также он в течение многих лет работал в юношеских командах «Сан-Лоренсо».

## Достижения
«Сан-Лоренсо»
- Чемпионат Аргентины (4): Метрополитано 1968 (чемпион), Метрополитано 1972 (чемпион), Насьональ 1972 (чемпион), Насьональ 1974 (чемпион)